# Messina Challenger 1984
Il Messina Challenger 1984 è stato un torneo di tennis facente parte della categoria ATP Challenger Series nell'ambito dell'ATP Challenger Series 1984. Il torneo si è giocato a Messina in Italia dal 3 al 10 settembre 1984 su campi in terra rossa.

## Vincitori

### Singolare
Víctor Pecci ha battuto in finale  Eduardo Bengoechea con il punteggio di 6–0, 6–3

### Doppio
Ronnie Båthman /  Magnus Tideman hanno battuto in finale  Martín Jaite /  Víctor Pecci con il punteggio di 1–6, 6–1, 10-8